# Woohoo
Woohoo è un singolo della cantautrice statunitense Christina Aguilera, pubblicato il 18 maggio 2010 come secondo estratto dal sesto album in studio Bionic.
La canzone è stata scritta, oltre che dalla stessa Aguilera, da Nicki Minaj, Claude Kelly, Ester Dean e Jamal Jones. Nicki Minaj, oltre a scrivere il brano, appare anche come featuring del brano.
È stato pubblicato dall'etichetta RCA Records in formato di download digitale negli Stati Uniti e in Canada, ed è entrato anche nella classifica britannica dopo la pubblicazione dell'album. È stato infine inviato alle radio il 25 maggio.

## Descrizione
Il brano parla esplicitamente di sesso orale.

## Live
La cantante si è esibita live il 6 giugno 2010 agli MTV Movie Awards 2010 cantando Bionic, Not Myself Tonight e infine Woohoo.

## Classifiche
| Classifica (2010) | Posizione massima |
| ----------------- | ----------------- |
| Canada            | 46                |
| Regno Unito       | 148               |
| Stati Uniti       | 79                |